# Carlos Johnson (muzyk)
Carlos Johnson (ur. 17 stycznia 1953 w Chicago) – amerykański muzyk bluesowy, gitarzysta i wokalista, grywa z wieloma znanymi muzykami (Buddy Guy, Otis Rush, Billy Branch, John Primer, Koko Taylor, Junior Wells, Son Seals, Wojciech Karolak, Leszek Cichoński). Wielokrotnie występował w Polsce.

## Dyskografia
płyty solowe:
- My Name Is Carlos Johnson (Blues Special Records, 2001)
- In And Out (Mr. Kelly's, 2004)
- Live At B.L.U.E.S. on Halsted (P-Vine, 2007)

wraz z Billy Branchem
- Don't Mess With The Bluesmen (P-Vine, 2004)